# Mount Scenery
Der Mount Scenery auf der karibischen Insel Saba ist die höchste Erhebung sowohl der Niederlande als auch des Königreichs der Niederlande. Der Schichtvulkan erreicht eine Höhe 870 Metern (früher fälschlicherweise mit 877 bzw. 887 angegeben) und überragt damit den Vaalserberg, den höchsten Punkt der Niederlande auf dem europäischen Festland, um fast 555 Meter. Bis zur Auflösung der Niederländischen Antillen am 10. Oktober 2010 und der Eingliederung von Saba als eine „Besondere Gemeinde“ in die Niederlande galt der Mount Scenery ausschließlich als höchster Berg des Königreichs der Niederlande.
Beim letzten Ausbruch im Jahr 1640 kam es zu schweren Explosionen und pyroklastischen Strömen; auch heute noch wird der Mount Scenery als Gefahr eingestuft.
Zum Gipfel des Mount Scenery führt der Mount Scenery Trail (mit laut Hinweistafel 1064 Steinstufen) durch den Regenwald.